# 謝臣·山度士·達施華
謝臣·山度士·達施華（葡萄牙語：Gerson Santos da Silva，1997年5月20日—），一般簡稱謝臣或謝臣·山度士，巴西足球員，司職攻擊中場，現效力於巴西足球甲級聯賽球隊法林明高。巴西國家足球隊成員。
謝臣·山度士·達施華生於巴西里約熱內盧貝爾福羅舒，巴甲球會富明尼斯青訓出身。2016年1月以1500萬歐元由富明尼斯加盟羅馬，不過因非歐盟球員名額限制，謝臣留在富明尼斯效力，直至8月。